# Opération Double Strike

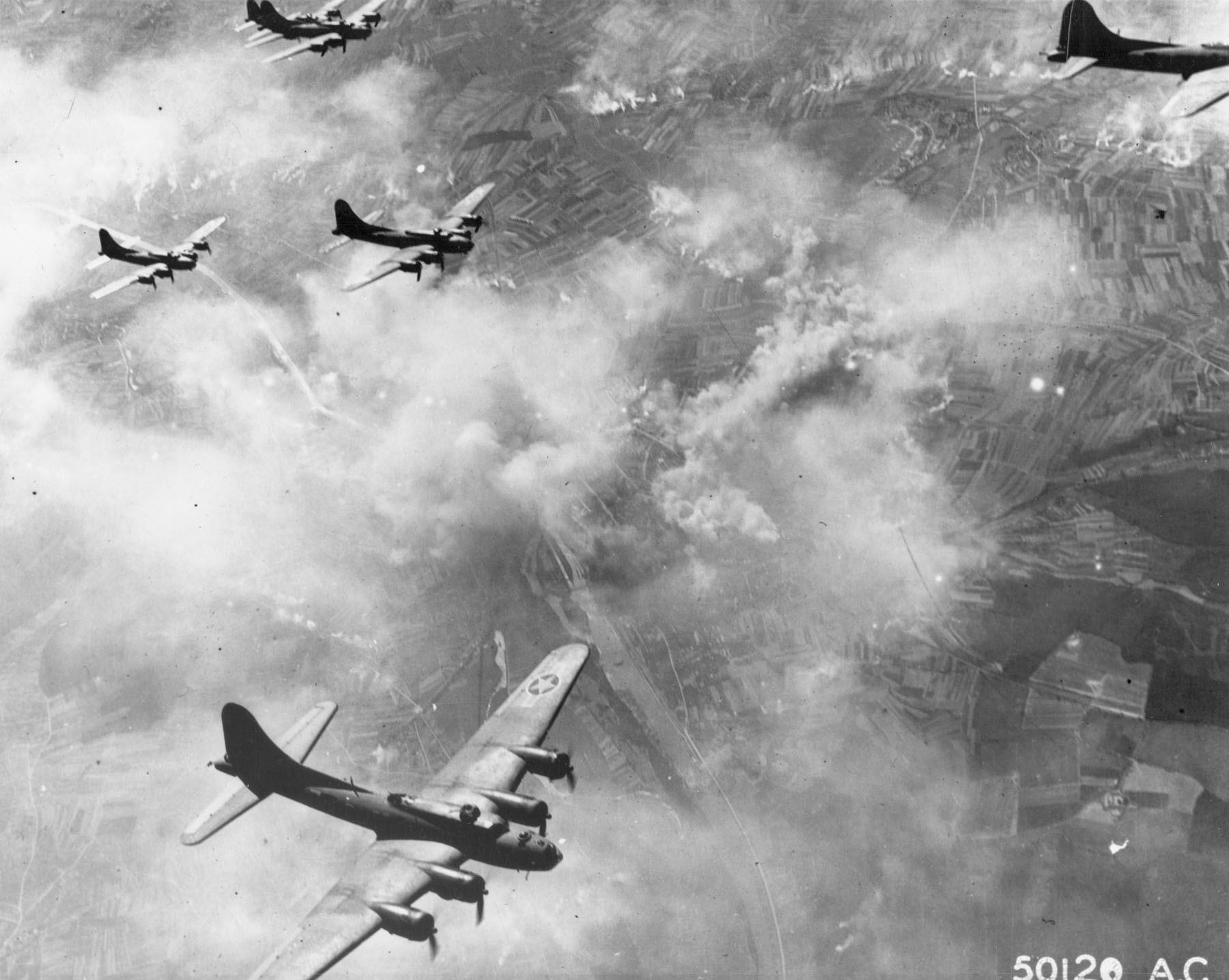
Des B-17F en formation au-dessus de Schweinfurt, le 17 août 1943.

L'opération Double Strike (ou double frappe), aussi mission Schweinfurt-Ratisbonne (ou Schweinfurt-Regensburg) est une opération aérienne lors de la Seconde Guerre mondiale consistant en un bombardement stratégique effectué le 17 août 1943 par des B-17 forteresses volantes des forces aériennes de l'armée américaine.
La mission est l'aboutissement d'un plan ambitieux visant à paralyser l'industrie aéronautique allemande en détruisant les usines de roulement à billes de Schweinfurt ainsi que les usines de l'avionneur Messerschmitt de Ratisbonne.
Cette mission porte le nom de « double frappe » parce qu'elle impliquait que deux grandes forces de bombardiers attaquent des cibles distinctes afin de disperser la réaction de la chasse de la Luftwaffe. C'est aussi la première mission « navette », dans laquelle tout ou partie des aéronefs d'une mission ont atterri dans une région différente de celle d'envol avant de retourner à leur base.